# Lilioceris lilii
La criocera del giglio (Lilioceris lilii Scopoli, 1763) è un coleottero polifago della famiglia dei Chrysomelidae. Nativo dell'Eurasia, è divenuto infestante nelle zone temperate, ove ci siano coltivazioni di  Liliaceae.  È diffuso in tutto l'areale italiano.

## Descrizione
Gli adulti misurano 6–8 mm di lunghezza e hanno elitre e corsaletto toracico di un bel rosso brillante, mentre le zampe, le antenne e il capo sono neri. 
Sono attivi a marzo-aprile, con gli accoppiamenti e le ovideposizioni sulla vegetazione, fino a fine autunno, per poi svernare a fine autunno in vari ricoveri del giardino.
Le uova sono ovoidali, arancioni, adese a gruppetti lungo le pagine inferiori delle foglie.
Le larve, lunghe 9–10 mm, sono arancio brunastre e con la testa nera. Si circondano di escrementi nerastri, che asciugando formano una calotta a protezione dei predatori. Si nutrono per circa 16-24 giorni, poi si impupano nel terreno dallo stadio di crisalide (durante 16-22 giorni) emergono gli adulti.

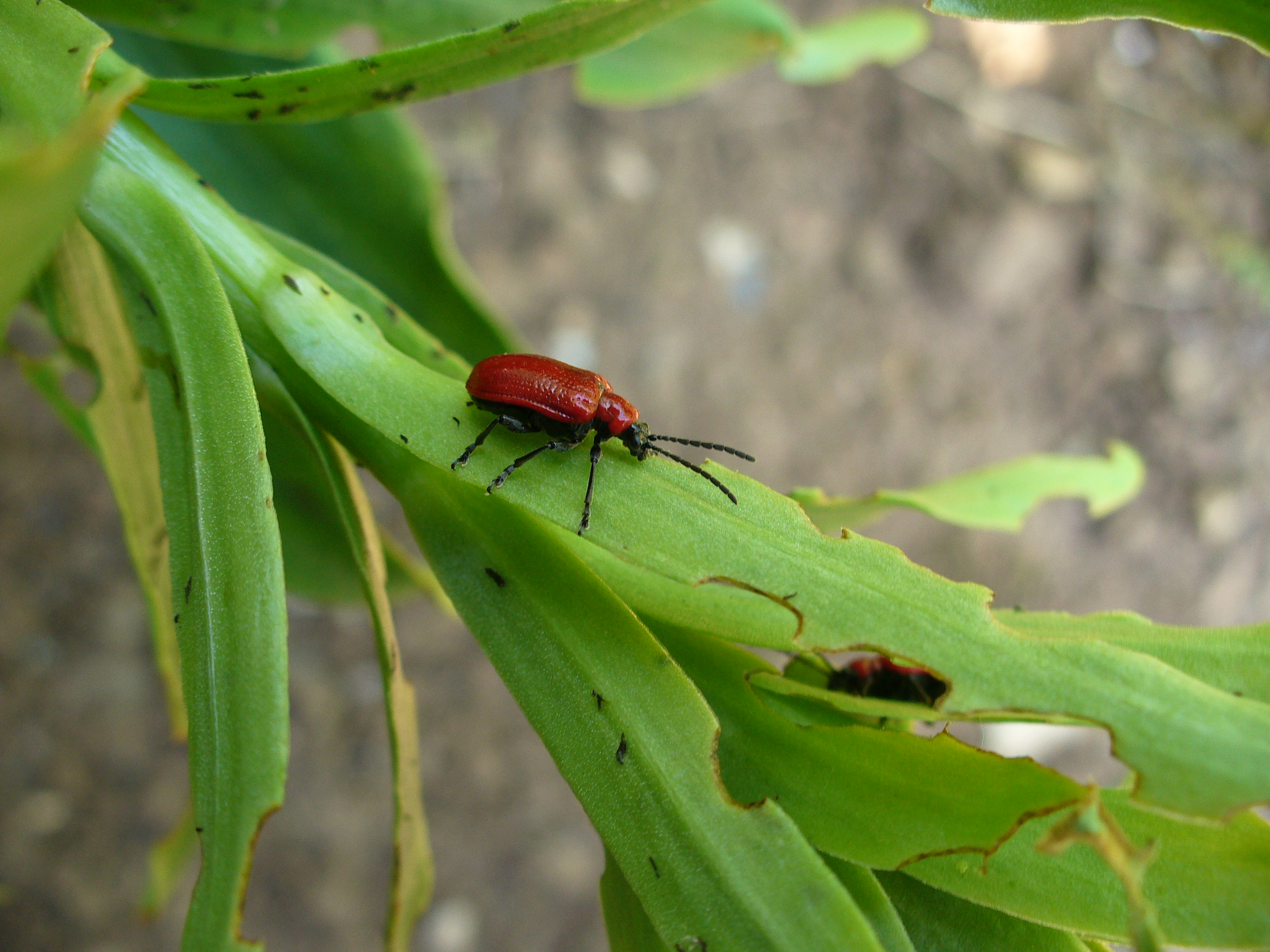
Adulto
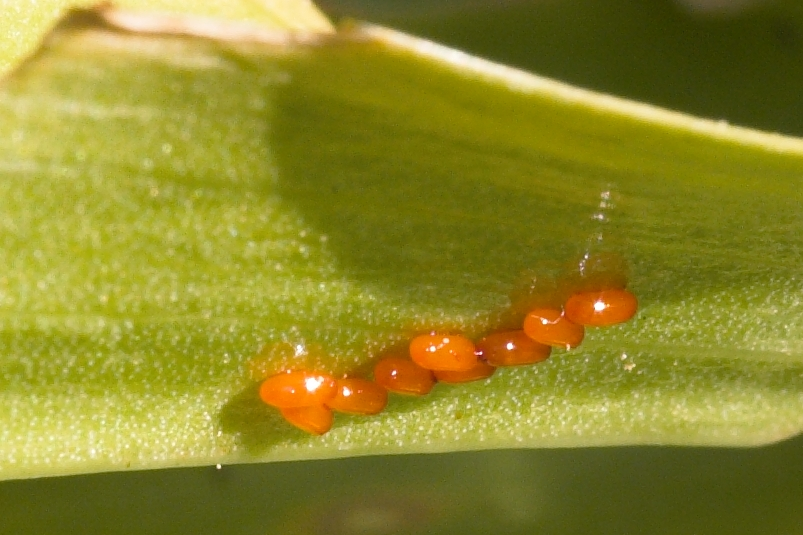
Uova
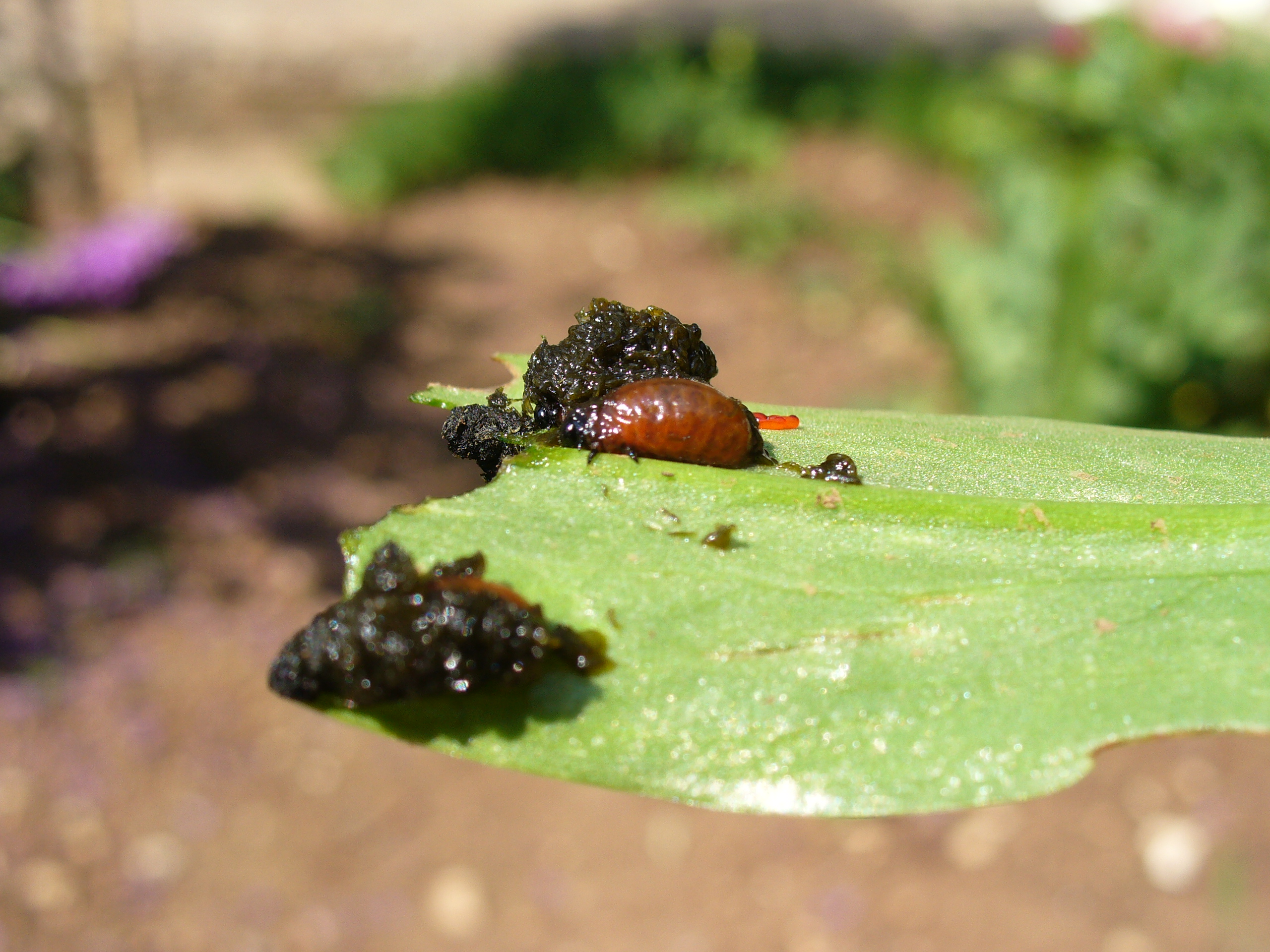
Larva ed escrementi

## Biologia
Larva e adulto si nutrono di foglie, fusti, gemme e fiori di piante appartenenti alla famiglia delle Liliaceae, in particolare parassitano i generi Lilium sp. e Fritillaria sp..

### Sviluppo

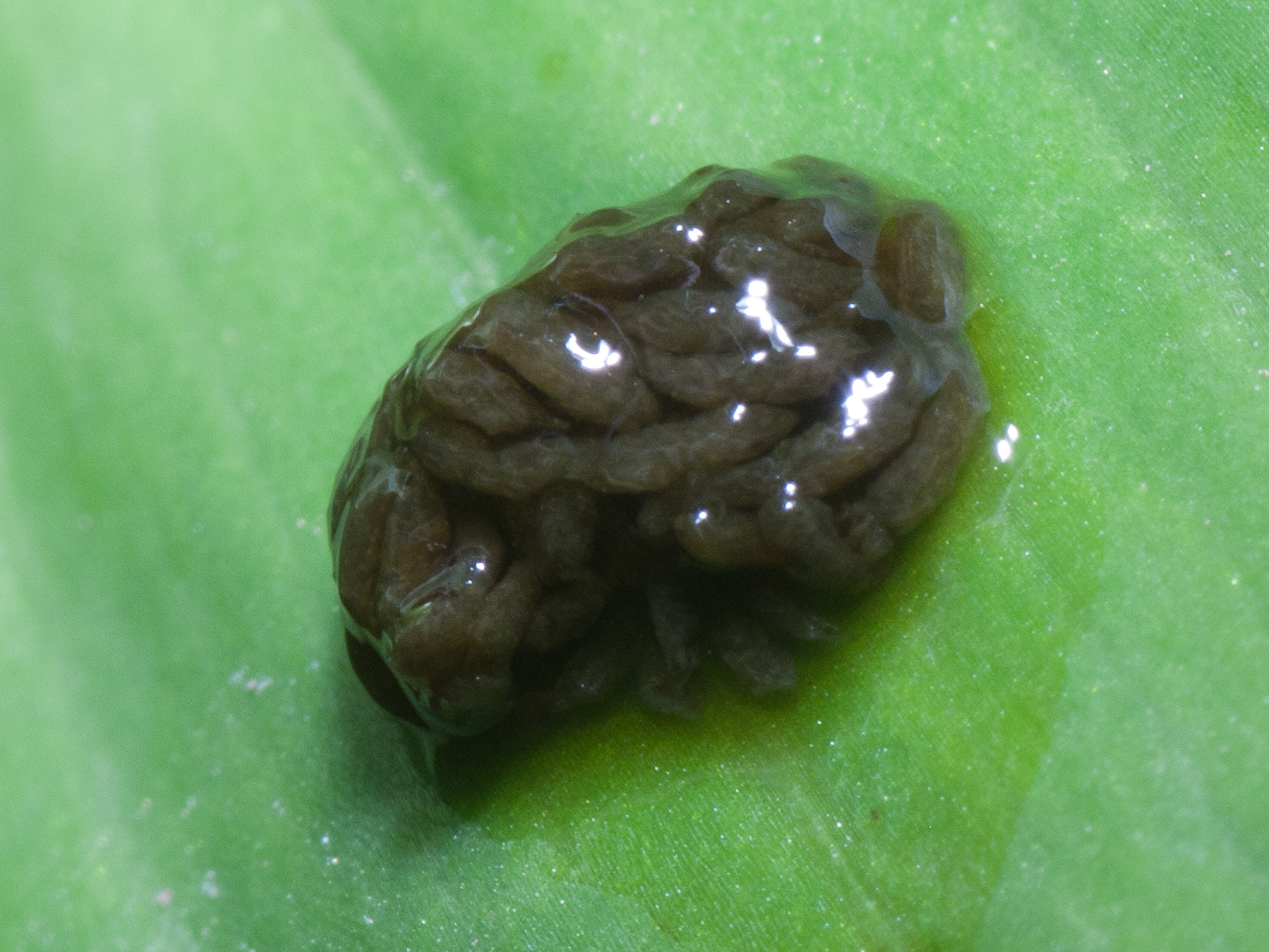
1
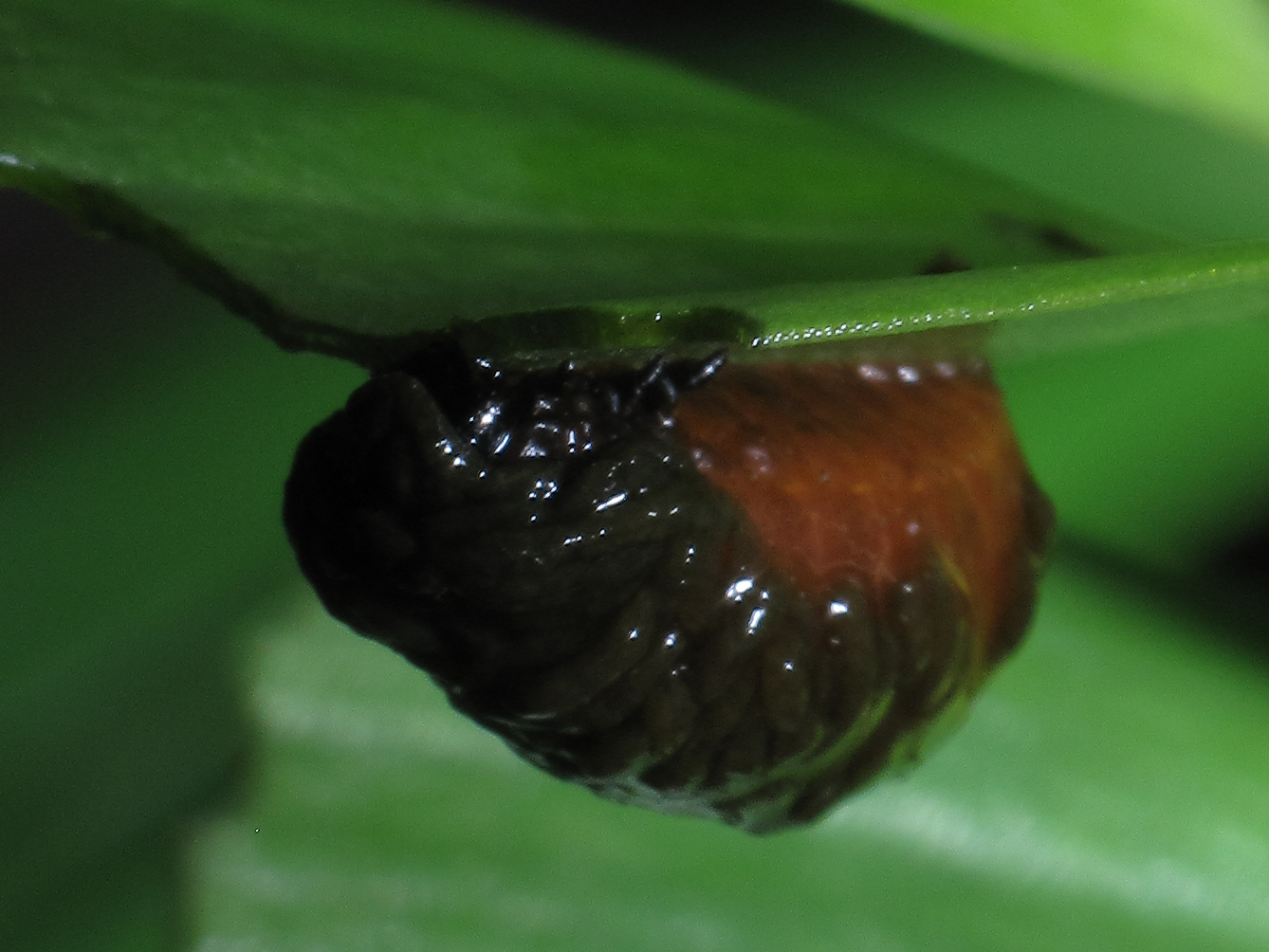
2
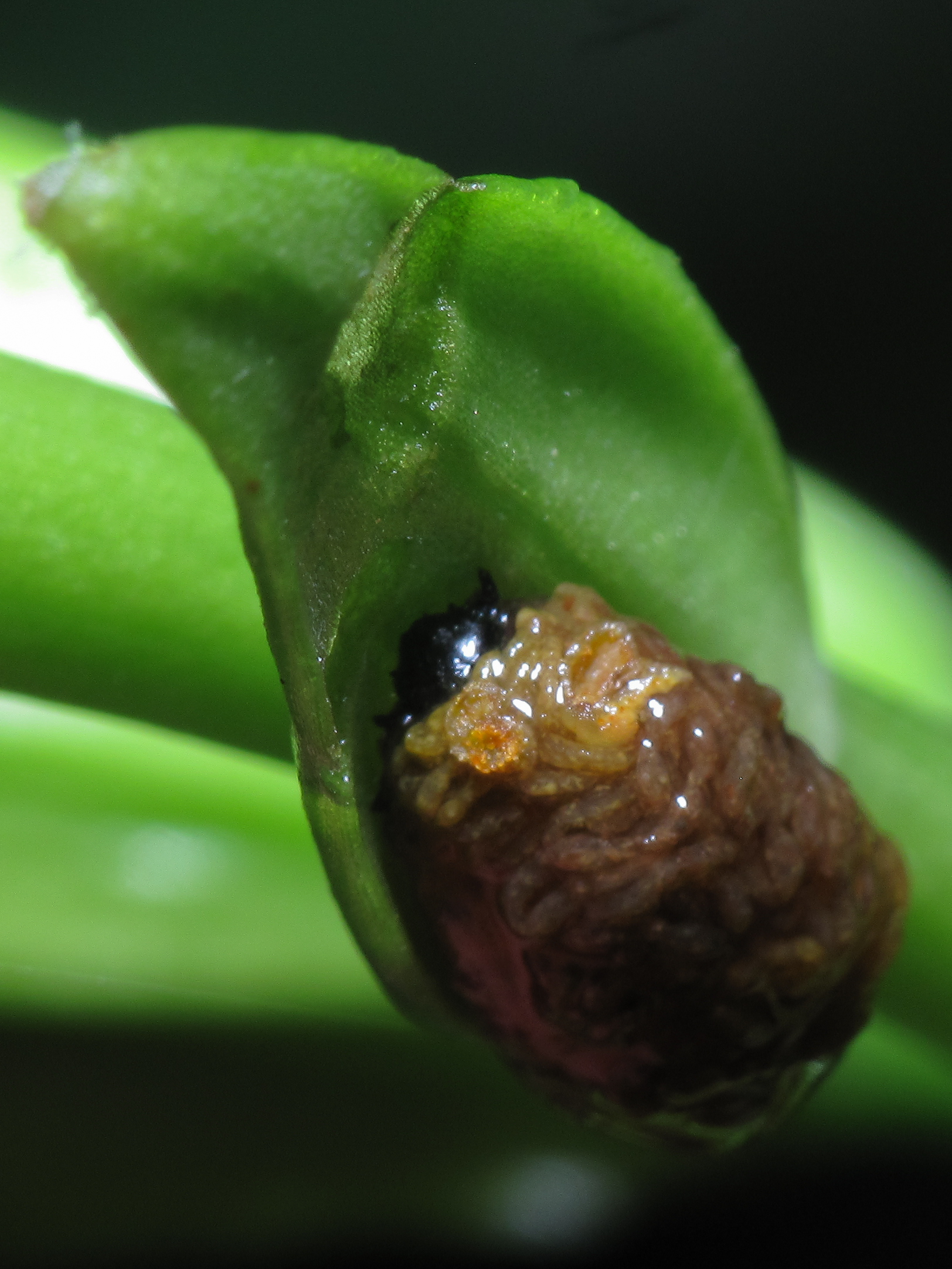
3
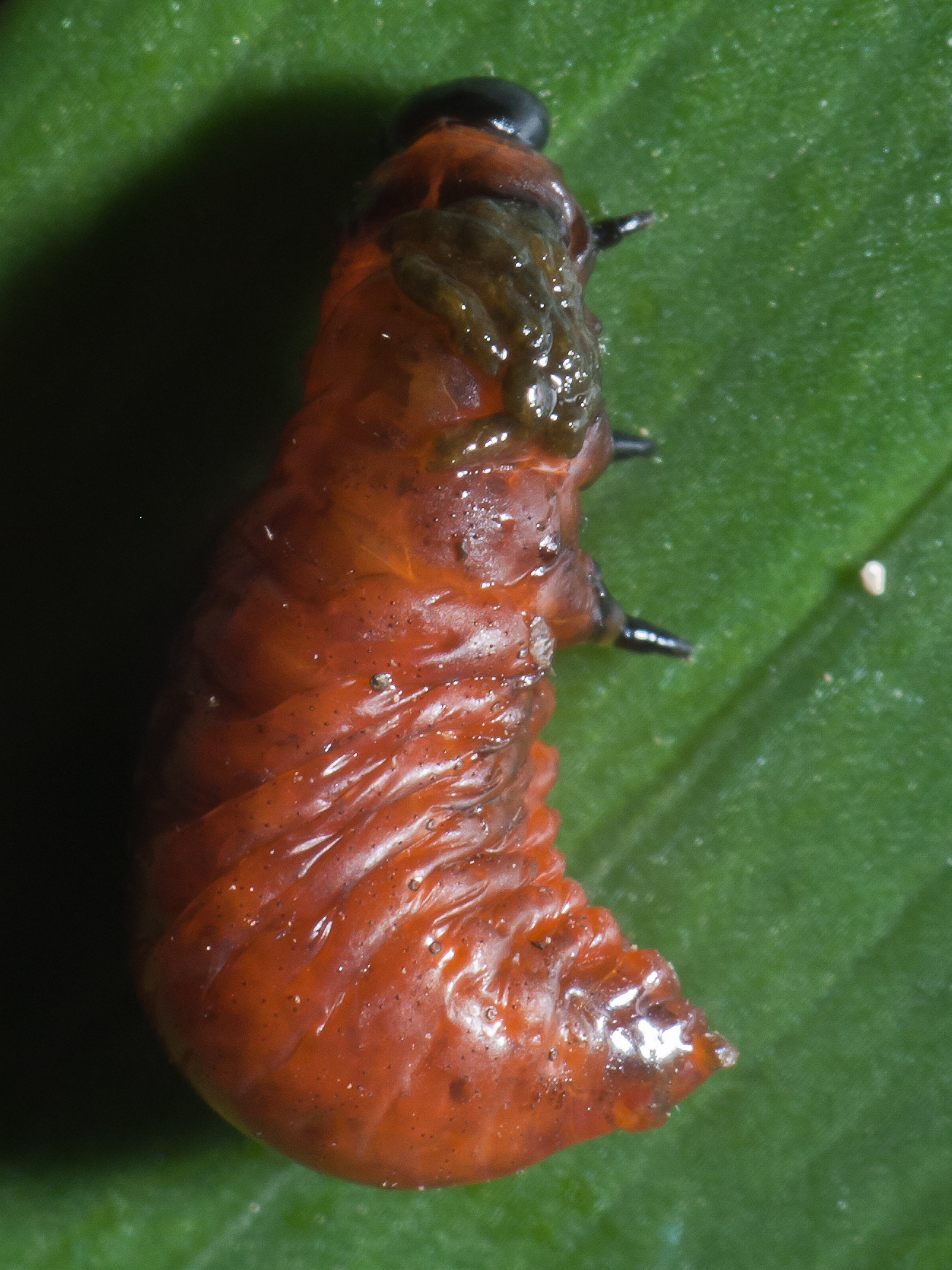
4
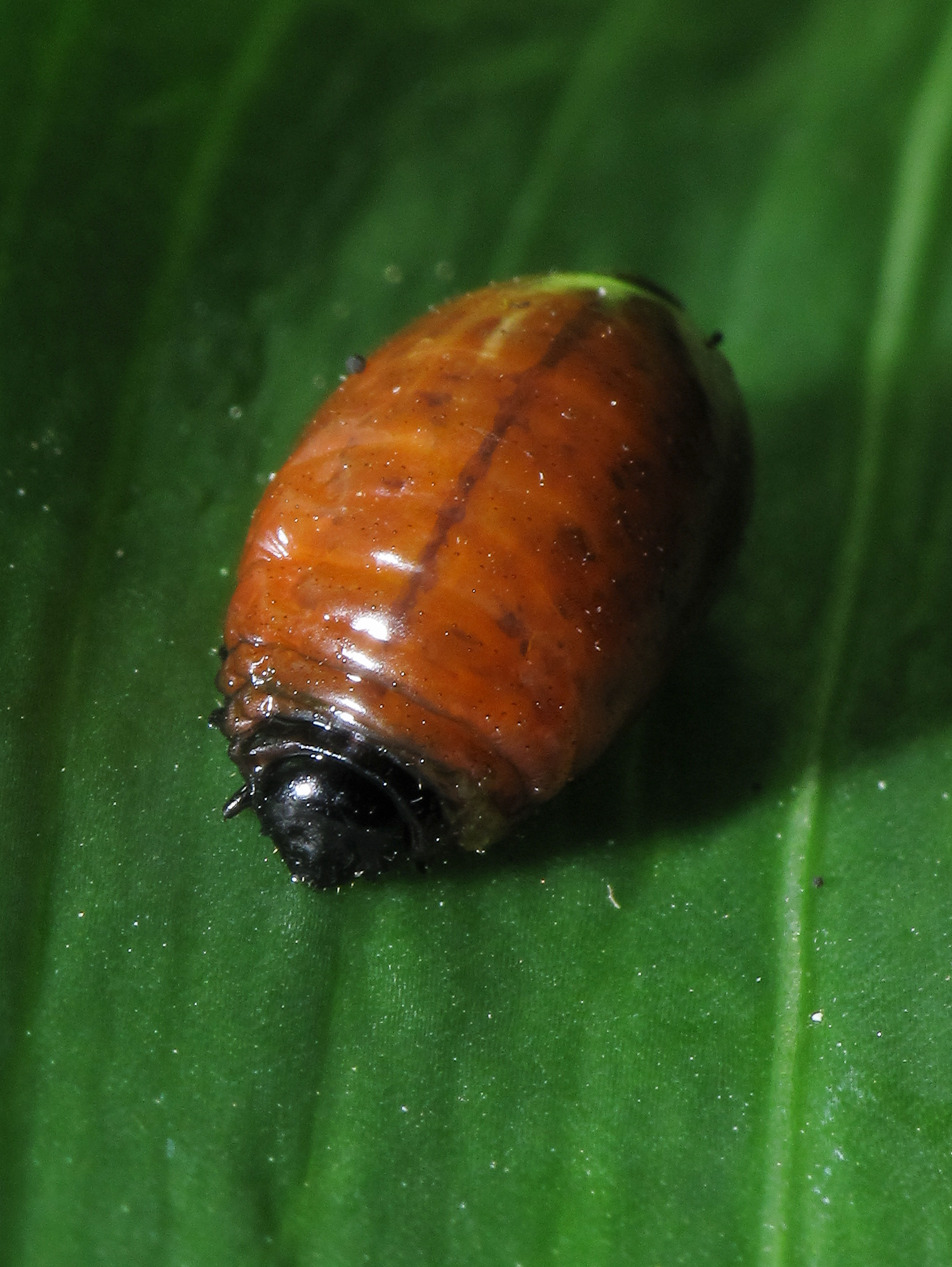
5
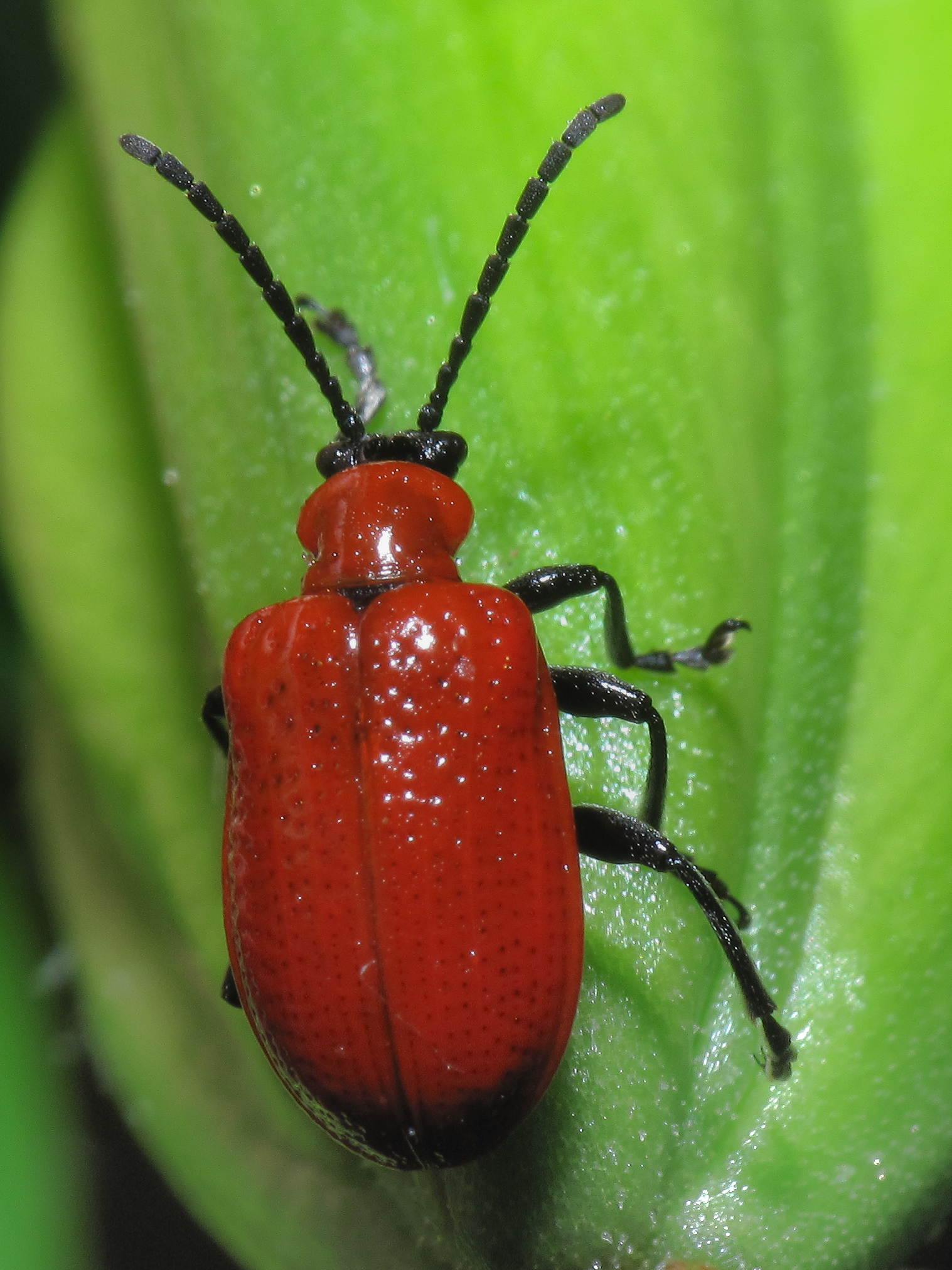
6